# Marek Malík
Marek Malík (né le 23 juin 1975 à Ostrava en Tchécoslovaquie aujourd'hui ville de République tchèque) est un joueur professionnel tchèque de hockey sur glace. Il évoluait au poste de défenseur.

## Carrière

### Carrière en club
Il est choisi par les Whalers en troisième ronde (72e choix) au cours du repêchage d'entrée dans la LNH 1993.
Pendant son séjour avec les Canucks, il a remporté, ex aequo avec Martin Saint-Louis du Lightning de Tampa Bay, le Trophée plus-moins de la LNH. Avec l'avènement d'une nouvelle ère dans la LNH, il a signé un contrat de trois ans à Broadway, où son jeu défensif de qualité aida les Rangers de New York à se tailler une place en séries pour une première fois en 8 ans.
Avant de se joindre aux Rangers, Malík joua pour Vítkovice, les Whalers de Hartford, les Hurricanes de la Caroline, Malmö IF et les Canucks de Vancouver.
Surtout reconnu pour son brio en défensive, Malík est devenu du jour au lendemain une sensation en battant le gardien Olaf Kölzig des Capitals de Washington en fusillade en plaçant son bâton entre ses jambes pour décocher un tir qui alla se loger dans la partie supérieure du filet le 26 novembre 2005.
Marek Malík s'engage avec Lightning de Tampa Bay en 2008. En 2009, il revient en Europe pour jouer avec le club tchèque de Vitkovice. En novembre, le club suisse du Genève-Servette Hockey Club (GSHC) le recrute pour combler les places laissées par les joueurs blessés.

### Carrière internationale
Marek Malík remporta aussi la médaille de bronze aux Jeux olympiques de Turin de 2006 avec l'Équipe de République tchèque de hockey sur glace.

## Statistiques

### En club
| Saison     | Équipe                    | Ligue      |     | Saison régulière | Saison régulière | Saison régulière | Saison régulière | Saison régulière |   | Séries éliminatoires | Séries éliminatoires | Séries éliminatoires | Séries éliminatoires | Séries éliminatoires |
| Saison     | Équipe                    | Ligue      | PJ  | B                | A                | Pts              | Pun              | PJ               | B | A                    | Pts                  | Pun                  |                      |                      |
| 1993-1994  | HC Vítkovice              | Extraliga  | 41  | 3                | 4                | 7                | 0                | -                | - | -                    | -                    | -                    |                      |                      |
| 1994-1995  | Falcons de Springfield    | LAH        | 58  | 11               | 30               | 41               | 91               | -                | - | -                    | -                    | -                    |                      |                      |
| 1994-1995  | Whalers de Hartford       | LNH        | 1   | 0                | 1                | 1                | 0                | -                | - | -                    | -                    | -                    |                      |                      |
| 1995-1996  | Falcons de Springfield    | LAH        | 68  | 8                | 14               | 22               | 135              | 8                | 1 | 3                    | 4                    | 20                   |                      |                      |
| 1995-1996  | Whalers de Hartford       | LNH        | 7   | 0                | 0                | 0                | 4                | -                | - | -                    | -                    | -                    |                      |                      |
| 1996-1997  | Whalers de Hartford       | LNH        | 47  | 1                | 5                | 6                | 50               | -                | - | -                    | -                    | -                    |                      |                      |
| 1996-1997  | Falcons de Springfield    | LAH        | 3   | 0                | 3                | 3                | 4                | -                | - | -                    | -                    | -                    |                      |                      |
| 1997-1998  | Malmö Redhawks            | Elitserien | 37  | 1                | 5                | 6                | 21               | -                | - | -                    | -                    | -                    |                      |                      |
| 1998-1999  | Beast de New Haven        | LAH        | 21  | 2                | 8                | 10               | 28               | -                | - | -                    | -                    | -                    |                      |                      |
| 1998-1999  | HC Vítkovice              | Extraliga  | 1   | 1                | 0                | 1                | 6                | -                | - | -                    | -                    | -                    |                      |                      |
| 1998-1999  | Hurricanes de la Caroline | LNH        | 52  | 2                | 9                | 11               | 36               | 4                | 0 | 0                    | 0                    | 4                    |                      |                      |
| 1999-2000  | Hurricanes de la Caroline | LNH        | 57  | 4                | 10               | 14               | 63               | -                | - | -                    | -                    | -                    |                      |                      |
| 2000-2001  | Hurricanes de la Caroline | LNH        | 61  | 6                | 14               | 20               | 34               | 3                | 0 | 0                    | 0                    | 6                    |                      |                      |
| 2001-2002  | Hurricanes de la Caroline | LNH        | 82  | 4                | 19               | 23               | 88               | 23               | 0 | 3                    | 3                    | 18                   |                      |                      |
| 2002-2003  | Hurricanes de la Caroline | LNH        | 10  | 0                | 2                | 2                | 16               | -                | - | -                    | -                    | -                    |                      |                      |
| 2002-2003  | Canucks de Vancouver      | LNH        | 69  | 7                | 11               | 18               | 52               | 14               | 1 | 1                    | 2                    | 10                   |                      |                      |
| 2003-2004  | Canucks de Vancouver      | LNH        | 78  | 3                | 16               | 19               | 45               | 7                | 0 | 0                    | 0                    | 10                   |                      |                      |
| 2004-2005  | HC Vítkovice              | Extraliga  | 42  | 1                | 9                | 10               | 50               | 7                | 0 | 0                    | 0                    | 37                   |                      |                      |
| 2005-2006  | Rangers de New York       | LNH        | 74  | 2                | 16               | 18               | 78               | 4                | 0 | 1                    | 1                    | 6                    |                      |                      |
| 2006-2007  | Rangers de New York       | LNH        | 69  | 2                | 19               | 21               | 70               | 10               | 1 | 3                    | 4                    | 10                   |                      |                      |
| 2007-2008  | Rangers de New York       | LNH        | 42  | 2                | 8                | 10               | 48               | -                | - | -                    | -                    | -                    |                      |                      |
| 2008-2009  | Lightning de Tampa Bay    | LNH        | 42  | 0                | 5                | 5                | 36               | -                | - | -                    | -                    | -                    |                      |                      |
| 2009-2010  | HC Vítkovice              | Extraliga  | 8   | 0                | 4                | 4                | 6                | -                | - | -                    | -                    | -                    |                      |                      |
| 2009-2010  | Genève-Servette HC        | LNA        | 25  | 0                | 4                | 4                | 10               | 20               | 2 | 7                    | 9                    | 12                   |                      |                      |
| 2010-2011  | HC Vítkovice              | Extraliga  | 47  | 5                | 24               | 29               | 134              | 14               | 1 | 4                    | 5                    | 6                    |                      |                      |
| 2011-2012  | HC Vítkovice              | Extraliga  | 48  | 2                | 14               | 16               | 155              | -                | - | -                    | -                    | -                    |                      |                      |
| 2012-2013  | HC Vítkovice              | Extraliga  | 49  | 1                | 16               | 17               | 91               | 9                | 0 | 0                    | 0                    | 54                   |                      |                      |
| 2013-2014  | HC Innsbruck              | EBEL       | 47  | 4                | 14               | 18               | 48               | -                | - | -                    | -                    | -                    |                      |                      |
| Totaux LNH | Totaux LNH                | Totaux LNH | 691 | 33               | 135              | 168              | 620              | 65               | 2 | 8                    | 10                   | 64                   |                      |                      |

### En équipe nationale
| Année | Équipe                 | Compétition                 |   | PJ | B | A | Pts | Pun                         |  | Résultat |
| 1993  | Tchécoslovaquie U18    | Championnat d'Europe junior | 2 | 0  | 2 | 2 | 0   | Médaille de bronze          |  |          |
| 1994  | République tchèque U20 | Championnat du monde junior | 7 | 2  | 4 | 6 | 20  | 5e place                    |  |          |
| 1995  | République tchèque U20 | Championnat du monde junior | 7 | 2  | 5 | 7 | 12  | 6e place                    |  |          |
| 2004  | Tchéquie               | Coupe du monde              | 4 | 0  | 0 | 0 | 4   | Défaite en quarts de finale |  |          |
| 2006  | République tchèque     | Jeux olympiques             | 8 | 0  | 0 | 0 | 8   | Médaille de bronze          |  |          |

## Trophées et honneurs
- 2003-2004 : remporte le trophée plus-moins de la LNH avec Martin St-Louis